# Xinshiqu
Xinshiqu  är ett stadsdelsdistrikt i nordvästra Kina. Det ligger i Yumen i  staden Jiuquan i provinsen Gansu, omkring 760 kilometer nordväst om provinshuvudstaden Lanzhou. Antalet invånare är 22 944. Befolkningen består av 11 216 kvinnor och 11 728 män. Barn under 15 år utgör 16,0 %, vuxna 15-64 år 77 %, och äldre över 65 år 6,0 %.